# ONCE (equip ciclista)
ONCE va ser un equip ciclista professional espanyol, de l'UCI ProTour. Fundat el 1989, va tenir com a patrocinador principal fins al 2003, a l'ONCE. Als últims anys va ser conegut com a Liberty Seguros, fins al 2006, en què va desaparèixer per problemes amb el dopatge.

## Història
L'equip es va fundar el 1989 sota el patrocini de l'ONCE i la direcció de Manolo Saiz. El 1990 van obtenir els seus primers èxits al guanyar la classificació por equips en la Volta a Espanya de 1990 i el Giro d'Itàlia de 1990.
En categoria individual van guanyar amb Melcior Mauri la Volta a Espanya de 1990, Laurent Jalabert la del 1995 i amb Alex Zülle a les del 1996 y la 1997. Se'ls va resistir el Tour de França en el que Zülle en el del 1995 i Joseba Beloki en el del 2002 van pujar al podi, però van aconseguir el triomf per equips en ambdues edicions.
El 2003, després de 15 temporades i més de 400 victòries, l'Organització nacional de cecs (ONCE) va decidir abandonar el patrocini de l'equip. El 2004, l'empresa Liberty Seguros es va convertir en el nou patrocinador, canviant el tradicional mallot groc (rosa o negre al Tour) per un altre blau fosc. El primer gran triomf el va aconseguir Roberto Heras amb la victòria a la Volta a Espanya de 2004.
El 8 de novembre de 2005 va arribar el primer escàndol per dopatge, que es va confirmar el 25 de novembre amb el resultat del contra-anàlisi i l'acomiadament del ciclista Roberto Heras.
El 23 de maig de 2006 va ser detingut Manolo Saiz en el marc de les investigacions contra el dopatge de l'Operació Port. Dos dies més tard, el 25 de maig, Liberty Seguros va cancel·lar el contracte de patrocini en veure tacat el seu nom. Deu dies després, el 2 de juny, amb la mediació d'Aleksandr Vinokúrov i el president de la federació kazakh i primer ministre Danial Akhmétov, es va obtenir el patrocini de la Kazakhstan Temir Zholy (companyia nacional de ferrocarrils del Kazakhstan) i amb el nombre d'Astanà (capital del Kazakhstan) i un mallot blau turquesa va començar el nou equip. Però finalment, amb l'oposició de 22 dels 24 equips de l'UCI ProTour a deixar que prengués la sortida en qualsevol cursa en la qual estigués present Manolo Saiz, l'UCI va decidir retirar-li la llicència a l'equipo.
La plaça la va heretar el Team Astana, ja amb llicència suïssa i patrocini kazakh.

## Palmarès

### Clàssiques
- Fletxa Valona. 1995, 1997 (Laurent Jalabert)
- Milà-Sanremo. 1995 (Laurent Jalabert)
- Volta a Llombardia. 1997 (Laurent Jalabert)
- Milà-Torí. 2004 (Marcos Serrano)

### Grans Voltes
- Tour de França
  - 16 participacions (1990, 1991, 1992, 1993, 1994, 1995, 1996, 1997, 1998, 1999, 2000, 2001, 2002, 2003, 2004, 2005)
  - 13 victòries d'etapa
    - 2 el 1990: Eduardo Chozas, Marino Lejarreta
    - 1 el 1992: Laurent Jalabert
    - 1 el 1993: Johan Bruyneel
    - 3 el 1995: Laurent Jalabert, Johan Bruyneel, Alex Zülle
    - 1 el 1996: Alex Zülle
    - 2 el 1999: David Etxebarria (2)
    - 1 el 2000: CRE
    - 1 el 2002: CRE
    - 1 el 2005: Marcos Serrano

  - 5 classificacions secundàries
    -  Classificació per equips: 1995, 2002
    -  Classificació per punts: Laurent Jalabert (1992, 2005)
    -  Premi de la Combativitat: Eduardo Chozas (1990)
- Giro d'Itàlia
  - 8 participacions (1990, 1991, 1992, 1995, 1999, 2001, 2005, 2006)
  - 8 victòries d'etapa
    - 1 el 1990: Eduardo Chozas
    - 2 el 1991: Eduardo Chozas, Marino Lejarreta
    - 1 el 1995: Oliverio Rincón
    - 3 el 1999: Laurent Jalabert (3)
    - 1 el 2005: Koldo Gil

  - 3 classificacions secundàries
    -  Classificació per equips: 1990
    -  Classificació per punts: Laurent Jalabert (1999)
    - Classificació Intergiro : Alberto Leanizbarrutia (1991)
- Volta a Espanya
  - 18 participacions (1989, 1990, 1991, 1992, 1993, 1994, 1995, 1996, 1997, 1998, 1999, 2000, 2001, 2002, 2003, 2004, 2005, 2006)
  - 50 victòries d'etapa
    - 1 el 1989: Herminio Díaz Zabala
    - 2 el 1990: Pello Ruiz Cabestany (2)
    - 4 el 1991: Melcior Mauri (3), CRE
    - 1 el 1992: Johan Bruyneel
    - 5 el 1993: Alex Zülle (3), Laurent Jalabert (2)
    - 7 el 1994: Laurent Jalabert (7)
    - 6 el 1995: Laurent Jalabert (5), Alex Zülle
    - 3 el 1996: Laurent Jalabert, Alex Zülle, Oliverio Rincón
    - 4 el 1997: Laurent Jalabert (2), Alex Zülle, Melcior Mauri
    - 1 el 1999: Abraham Olano
    - 1 el 2000: Santos González
    - 1 el 2001: Igor González de Galdeano
    - 1 el 2002: CRE
    - 4 el 2003: CRE, Isidro Nozal (2), Joaquim Rodríguez
    - 1 el 2004: Roberto Heras
    - 3 el 2005: Roberto Heras (3)
    - 5 el 2006: Aleksandr Vinokúrov (3), Andrei Kàixetxkin, Sérgio Paulinho

  -  7 victòries finals
    - 1991: Melcior Mauri
    - 1995: Laurent Jalabert
    - 1996, 1997: Alex Zülle
    - 2004, 2005: Roberto Heras
    - 2006: Aleksandr Vinokúrov

  - 12 classificacions secundàries
    -  Classificació per equips: 1990, 1991, 1995
    -  Classificació per punts: Laurent Jalabert (1994, 1995, 1996, 1997)
    -  Classificació de la muntanya: Laurent Jalabert (1995), Carlos Sastre (2000)
    -  Classificació de la combinada: Roberto Heras (2004, 2005), Aleksandr Vinokúrov (2006)

## Classificacions UCI
| Temporada | Classificació per equips | Millor ciclista en la classificació individual |
| --------- | ------------------------ | ---------------------------------------------- |
| 1995      | 2n                       | Laurent Jalabert (1r)                          |
| 1996      | 2n                       | Laurent Jalabert (1r)                          |
| 1997      | 2n                       | Laurent Jalabert (1r)                          |
| 1998      | 8è                       | Laurent Jalabert (2n)                          |
| 1999      | 3r                       | Laurent Jalabert (1r)                          |
| 2000      | 8è                       | Laurent Jalabert (8è)                          |
| 2001      | 8è                       | Joseba Beloki (13è)                            |
| 2002      | 7è                       | Joseba Beloki (12è)                            |
| 2003      | 9è                       | Isidro Nozal (17è)                             |
| 2004      | 12è                      | Roberto Heras (18è)                            |

UCI ProTour
| Temporada | Classificació per equips | Millor ciclista en la classificació individual |
| --------- | ------------------------ | ---------------------------------------------- |
| 2005      | 5è                       | Roberto Heras (18è)                            |
| 2006      | 10è                      | Andrei Kàixetxkin (5è)                         |